# Военный совет Российской империи
Вое́нный сове́т — высший законодательный и законосовещательный орган для решения вопросов, касающихся военно-организационных дел в Российской империи.

## Совет военного министра
Высочайшим манифестом от 25 июня 1811 года было объявлено об издании «Общего учреждения министерств», а в дополнение к нему, 27 января 1812 года — особое «Учреждение военного министерства».
Тогда же явилась существенная необходимость в создании особого учреждения при военном министерстве, которое могло бы рассматривать законодательные предположения и дела, «по важности своей требующие общего соображения». В качестве такового учреждения был создан Совет военного министра, который и явился той основой, из которой развилось впоследствии законодательное учреждение, в течение ста лет решавшее все вопросы законодательного характера, относящиеся до военного министерства.
В состав Совета военного министра первоначально входили военный министр (он же и председатель), семь директоров департаментов Военного министерства: Инспекторского, Аудиториатского (он же генерал-аудитор), Артиллерийского, Инженерного, Комиссариатского (он же генерал-кригскомиссар), Провиантского (он же генерал-провиантмейстер) и Медицинского, директор канцелярии военного министра, три постоянных члена и два определяемые ежегодно по Высочайшему назначению; по усмотрению министра могли быть приглашаемы и посторонние лица, как то: владельцы заводов, именитое купечество и т. п.. В 1820-х годах количество дел, подлежащих компетенции совета, настолько увеличилось, что потребовалось «дополнительное положение порядка по производству дел в совете военного министра», по которому число собраний увеличено до четырёх.
При создании в 1815 году Главного штаба Его Императорского Величества, в состав которого вошли Инспекторский и Аудиториатский департаменты, их директора перестали быть членами Совета военного министра по должности (генерал-аудиторы С. Ф. Панов в 1815—1816 годах, И. М. Милованов в 1824—1826 годах и А. И. Ноинский в 1830—1832 годах входили в Совет, но С. Ф. Панов занимал должность члена Совета и до выделения Главного штаба, а Милованов и Ноинский были назначены в его состав раньше, чем возглавили Аудиториатский департамент). Число постоянных членов Совета постоянно колебалось: если в конце 1812 года их было 4 (генерал-лейтенанты князь С. И. Салагов и А. Я. Сукин, генерал-майоры И. М. Милованов и П. С. Апрелев), то на 1823 год — уже 6 (в том числе 2 генерал-лейтенанта и 4 генерал-майора), а на последний год существования Совета (1832) — 8 (в том числе 2 полных генерала, генерал-лейтенант и 5 гражданских чиновников 3-го и 4-го класса). В 1826 году генерал от инфантерии А. Я. Сукин (член Совета с 1812 года) был назначен председательствующим в Совете военного министра и оставался в этом качестве до конца функционирования Совета.

## Военный совет
В 1832 году Совет военного министра окончил существование, уступив своё место Военному совету. Положение о Военном совете Высочайше утверждено 29 марта 1836 года, но свои функции он начал исполнять с 1 сентября 1832 года. Главнейшие основания его организации были намечены в особой записке императора Николая I и затем более подробно разработаны в проекте образования военного министерства 1832 году и в «учреждении» военного министерства в 1836 году.
Первоначально, по идее императора Николая I, Военный совет должен был быть учреждением, ведающим лишь хозяйственной частью военного ведомства; дела законодательные должны были оставаться по-прежнему в ведении департамента военных дел Государственного совета. Однако, согласно проекту Военного министерства 1832 года в ведение Военного совета должны быть переданы законодательные дела по департаментам артиллерийскому, инженерному, провиантскому и комиссариатскому, а, по положению 1836 года, Военный совет был облечён законосовещательными функциями полностью, вследствие чего департамент военных дел Государственного совета утратил всякое значение и в 1854 году прекратил свою деятельность.
Таким образом, Военный совет должен был быть учреждением, обеспечивающим «правильность распоряжений казёнными капиталами и верность законодательных мер действиями сословия совещательного, составленного из мужей, стяжавших долговременной службой необходимую опытность в делах».
Сущность своей первоначальной организации Военного совета сохранял до своего упразднения в 1918 году. Согласно законодательству, Военный совет являлся учреждением, предназначенным:
- для обсуждения по военно-сухопутному ведомству вопросов военного законодательства, за исключением законодательных вопросов по военно-судебной части;
- для решения важнейших хозяйственных дел;
- для обсуждения важнейших вопросов по состоянию войск и военно-учебных заведений;
- для рассмотрения и направления дел о производстве предварительного следствия и о предании суду за преступления по службе высших чинов военного управления (с 1906 года, после учреждения Верховного военно-уголовного суда, в ведении Военного совета остались лишь следственные действия, однако в состав суда ежегодно назначались пять членов Военного совета);
- для общего заведования делами военной эмеритуры;
- также на членов Военного совета возлагалось инспектирование войск и военных заведений; эти последние они могли осматривать во всякое время.

Военный совет подчинялся непосредственно верховной власти, и никакое правительственное учреждение или лицо не могло давать ему предписаний или требовать от него отчётов.
Военный совет состоял из председателя (им являлся военный министр) и из членов, назначаемых по непосредственному усмотрению императора. В отсутствие военного министра в заседании председательствовал старший по времени назначения из членов совета.
Военный совет действовал в двух составах: в составе общего собрания, образуемого из всех членов под председательством военного министра, и в составе частных присутствий, образуемых из председательствующего и не менее пяти членов, назначаемых императором на год из общего числа членов Военного совета. Для предварительного рассмотрения дел, требующих особых распоряжений, могли быть составляемы особые совещательные комиссии. После создания в 1906 году Верховного военно-уголовного суда на частное присутствие Военного совета возлагалось проведение предварительного рассмотрения дела (с включением в его состав для рассмотрения дела старшего из постоянных членов Главного военного суда) и решение вопроса о предании суду.
Делами Военного совета управлял начальник канцелярии Военного министерства.
По делам военного законодательства Военный совет являлся высшим законовещательным органом, рассмотрению которого подлежали все дела по усовершенствованию военного законодательства и дела по гражданскому управлению казачьих войск. Законодательные вопросы рассматривались в общем собрании, причём, по рассмотрении их, Военный совет дела, относящиеся исключительно до военного ведомства и не имеющие никакой связи с прочими частями государственного управления, представлял непосредственно на Высочайшее усмотрение, а дела, имеющие связь с другими частями государственного управления, и законодательные дела по гражданскому управлению казачьих войск должны били вноситься в высшие государственные установления (Государственный совет или Сенат).
По хозяйственному управлению рассмотрению Военного совета подлежали финансовые сметы расходов и доходов, наиболее важные хозяйственные дела, жалобы на действия по хозяйственной части всех военных учреждений и воинских частей и лиц, подведомственных военному министерству. В этой области Военному совету принадлежала значительные права на принятие самостоятельных решений. Например, окончательному его утверждению подлежали все планы постоянных заготовлений, условия на разные хозяйственные предприятия, торги и подряды на всякую сумму и так далее. Наиболее важные хозяйственные дела рассматривались в общем собрании; все остальные — в частных присутствиях.
Дела в Военном совете решались простым большинством голосов. Мнения, принятые большинством, вносились в журнал Военного совета, и этим окончательно решались дела, зависящие от Военного совета. Дела, решение которых зависело не только от Военного совета, представлялись им, по предварительном рассмотрении, на непосредственное усмотрение императора или вносились через военного министра в другие учреждения по принадлежности.
Положения Военного совета по делам, окончательно им решённым, а также Высочайше утверждённые положения Военного совета сообщались для исполнения выписками из журнала совета лицам, непосредственно задействованным в исполнении поручений. Часть выписок из журналов передавались для оперативной публикации в прессе (посредством газеты «Русский инвалид», журналов «Военный сборник» и «Разведчик» и других периодических изданий). Также Военным советом с 1869 года издавался «Свод военных постановлений».
Штатное число членов Военного совета первоначально равнялось шести; председателем Военного совета был военный министр; товарищ министра и начальник военно-походной канцелярии заседали с правом голоса, директор канцелярии военного министерства являлся вместе с тем и управляющим делами Совета (в период 1858—1869 годов существовала особая должность управляющего делами Совета); в 1869 году было издано новое положение, по которому Военный совет поставлен в непосредственное подчинение Верховной власти и никакое учреждение или лицо не в праве требовать от него отчёта или давать ему указания. Число постоянных членов его увеличено до 18.
Военный министр А. Ф. Редигер в своих воспоминаниях немало места уделил работе Военного совета. В частности, он писал:

На Военном совете лежали весьма важные задачи по военному законодательству и хозяйству. Я не стану утверждать, что он хорошо исполнял свои функции, так как его деятельность всецело зависела от Канцелярии Военного министерства: если последняя работала хорошо и критически освещала дела, то Военный совет добросовестно вникал в них, и его решения в громадном большинстве случаев получались справедливые и беспристрастные; когда же Канцелярия с каким-либо делом соглашалась, то его успех в Совете уже был предрешён.

## Учреждения, состоявшие при Военном совете
С 1869 года при Военном совете состоял ряд совещательных комитетов (некоторые из них существовали и ранее, но состояли при военном министре):
Главный военно-кодификационный комитет (1859—1867, 1867—1887 и 1887—1910). Учреждена 5 апреля 1859 года как военно-кодификационная комиссия при военном министре. 29 марта 1867 года переименован в главный комитет. Как высший центральный орган военного министерства, для рассмотрения и внесения в совет важнейших законодательных проектов, а также работы по изданию «Свода военных постановлений» и продолжений к нему. 7 октября 1887 года функции предварительного рассмотрения законопроектов были переданы вновь учреждённому законодательному отделу Канцелярии Военного министерства, а Главный военно-кодификационный комитет преобразован в Кодификационный отдел при Военном совете, с оставлением в его ведении только работ по изданию «Свода военных постановлений». 11 сентября 1910 года Кодификационный отдел при Военном совете был упразднён, а его функции переданы вновь созданному кодификационному отделу Канцелярии Военного министерства.
Председатели: генерал от инфантерии А. А. Непокойчицкий (5.04.1859—1.11.1876 гг.); генерал от артиллерии О. П. Резвой (1.11.1876—7.10.1887 гг.);
Управляющие: генерал от артиллерии О. П. Резвой (7.10.1887—5.11.1897 гг.); генерал от инфантерии М. А. Домонтович (5.11.1897—20.08.1900 гг.); действительный тайный советник Н. Г. Колоколов [не член совета] (20.08.1900—17.05.1908 гг.); генерал от инфантерии Г. Д. Рыльке (17.05.1908—11.09.1910 гг.).
Главный военно-госпитальный комитет (1867—1909). С 13 марта 1859 года существовал Комитет для улучшения военно-медицинской администрации и военных госпиталей преобразованный 29 марта 1867 года в Главный военно-госпитальный комитет при Военном совете. Для дел по устройству и усовершенствованию военно-врачебных заведений и военно-врачебной администрации в мирное и военное время. Комитет являлся совещательным учреждением и состоял из председателя и непременных членов. Непременными (постоянными) членами Комитета состояли: начальник Главного штаба, главный интендант, товарищ генерал-инспектора по инженерной части и главный военно-медицинский инспектор. В 1887 году был поднят вопрос об объединении заведования военно-врачебными заведениями (находившихся в двойном подчинении: госпитальному и медицинскому начальству). Ввиду этого Военный совет признал необходимым преобразовать Главный военно-госпитальный комитет в Главный военно-санитарный, возложив на него общее руководство работами по мобилизации военно-врачебных заведений и сосредоточение всех сведений о личном составе и врачебных и интендантских запасах. Это преобразование было произведено 1 января 1889 года. Главный военно-санитарный комитет действовал до 1909 года, когда был упразднён с передачей его функций Главному военно-санитарному управлению.
Председатели: генерал-адъютант, князь В. И. Васильчиков (13.03.1859—5.11.1859 гг.); генерал-лейтенант Н. И. Вольф (5.11.1859—7.05.1866 гг.); генерал от артиллерии В. М. Шварц (4.06.1867—4.06.1872 гг.); генерал от инфантерии А. К. Баумгартен (5.11.1872—3.05.1883 гг.); генерал от инфантерии, граф Е. Е. Сиверс (9.05.1883—13.05.1893 гг.); инженер-генерал П. Ф. Рерберг (6.11.1893—20.08.1904 гг.); генерал от инфантерии С. О. Гончаров (20.08.1904—22.12.1909 гг.).
Главный военно-учебный комитет (1863—1884). Для обсуждения вопросов, относящихся до педагогической части военно-учебных заведений. Существовал с 16 февраля 1863 года при военном министре. С 29 марта 1867 года состоял при Военном совете. Непременными членами комитета были: начальник военно-учебных заведений, его помощник и начальники Николаевской академии Генерального штаба, Михайловской артиллерийской и Николаевской инженерной академий (с 1869 года так же Военно-юридической и Медико-хирургической академий). Упразднён 7 января 1884 года с передачей его функций в Главное управление военно-учебных заведений.
Председатели: генерал от артиллерии А. В. Дядин (10.03.1863—14.03.1864 гг.); генерал от артиллерии, барон Н. В. Медем (19.03.1864—27.02.1870 гг.); генерал от инфантерии А. Н. Сутгоф (25.03.1870—24.05.1874 гг.); генерал от артиллерии О. П. Резвой (12.06.1874—7.01.1884 гг.).
Главный военно-тюремный комитет (1867—1884). Образован 30 марта 1867 года при Военном совете. Осуществлял сбор сведений о военно-тюремных заведениях в России и за границей, представлял заключения по ним военному министру, составлял отчеты о состоянии военно-тюремных учреждений, рассматривал и обсуждал мероприятия по улучшению военно-тюремной части. Членами Комитета являлись начальники Главного штаба, Главного военно-судного управления Военного министерства и другие военные чиновники по назначению императора. Главный военно-тюремный комитет упразднен 7 января 1884 года.
Председатели: генерал от артиллерии С. В. Мерхелевич (30.03.1867—10.02.1872 гг.); генерал от артиллерии И. С. Лутковский (11.02.1872—7.01.1884 гг.).
Главный комитет по устройству и образованию войск (1855—1862, 1862—1867 и 1906—1909). Для предварительного обсуждения вопросов, относящихся до хозяйственного устройства, воинского образования и внутренней службы войск. 20 июля 1855 года образована Комиссия для улучшений по военной части при Отдельном гвардейском корпусе. 21 октября 1862 года преобразована в Специальный комитет по устройству и образованию войск при Военном министерстве. 30 марта 1867 года переименован в Главный комитет и передан в ведение Военного совета.
Ведущую роль в работе комитета играл помощник председателя в 1874—1884 годах генерал-адъютант Г. И. Чертков. Комитет был упразднён 9 мая 1884 года, а рассматриваемые им вопросы переданы во 2-е отделение Главного штаба.
Комитет формировался из двух категорий членов: постоянных и временных. Постоянными членами являлись: генерал-квартирмейстер Главного штаба, представители Главного управления Генерального штаба, Главного инженерного и Главного артиллерийского управлений, инспекторы пехоты и кавалерии. Временные члены комитета назначались от войск из числа заслуженных генералов, отличавшихся знанием и опытом, в количестве: четыре от пехоты, два от кавалерии, два от артиллерии, один от инженерных и один от казачьих войск, один от военно-медицинского и один от интендантского ведомства. По истечении года временные лица освобождались от обязанностей и заменялись другими.
27 февраля 1906 года по инициативе военного министра А. Ф. Редигера был вновь создан Комитет по образованию войск при Военном совете. В его задачи входило: 1) обсуждение вопросов, касающихся строевой и тактической подготовки войск; 2) изыскание мер к усилению физического развития в строевых частях; 3) рассмотрение вопросов по устройству и снабжению войск, способных оказать влияние на войсковое образование; 4) составление уставов, наставлений, положений и инструкций, касающихся образования войск. Вскоре после назначения военным министром В. А. Сухомлинова 15 декабря 1909 года Комитет по образованию войск был упразднён. Канцелярия Комитета, временно включенная в Управление генерал-квартирмейстера Главного штаба, просуществовала до 1910 года.
Председатели: генерал от кавалерии, граф Ф. В. Ридигер (20.07.1855—28.09.1856 гг.); генерал от кавалерии Н. Ф. Плаутин (28.09.1856—10.12.1862 гг.); великий князь Николай Николаевич Старший (10.12.1862—9.05.1884 гг.); генерал от инфантерии С. Н. Мылов (3.03.1906—20.01.1907 гг.); генерал от инфантерии А. П. Скугаревский (20.01.1907—24.08.1909 гг.).
Главная распорядительная комиссия по перевооружению армии (1869—1874 и 1890—1897). Создана 20 марта 1869 года при Военном совете. Председателями Комиссии являлись военные министры. На Комиссию было возложено: 1) распределение и расходование денежных сумм на изготовление ружей и металлических патронов для русской армии 2) разрешения всех заготовлений оружия в России и за границей 3) выдача в необходимых случаях фирмам и предприятиям задатков и пособий без залогов 4) изменение по соглашению с контрагентами, первоначально назначенных цен и сроков исполнения военных заказов 5) уничтожение контрактов в случае не исполнения их 6) предоставление в распоряжение Исполнительной комиссии по перевооружению армии сумм из общего кредита на перевооружение войск 7) выдача лицам, призываемым к исполнению различных поручений, пособия в виде подъёмных, порционных и разъездных денег.
Председатели: генерал от инфантерии Д. А. Милютин (20.03.1869—7.02.1874 гг.); генерал от инфантерии П. С. Ванновский (2.01.1890—13.04.1897).
Комиссия по устройству казарм (1882—1917). 8 декабря 1882 года по инициативе военного министра П. С. Ванновского при Военном совете была образована особая Комиссия по устройству казарм. Комиссия была образована для руководства постройкой казарм для войск, а также для пересмотра (при участии представителей других ведомств) специального законодательства по возведению казарм городами, земствами и частными предпринимателями по производству ссуд из особого капитала для устройства казарм. Председатель комиссии назначался из членов Военного совета на правах начальника Главного управления Военного министерства. Комиссия состояла из Общего присутствия и Канцелярии. К функции Общего присутствия относились: а) рассмотрение и утверждение чертежей, проектов и смет по опытной постройке казарменных сооружений распоряжением войскового начальства б) определение условий производства таковой постройки в административном, финансовом, хозяйственном и отчётном отношениях, утверждение и издание инструкций и указаний по этим вопросам в) разрешение на ассигнование из выделенных в ведение комиссии денежных кредитов сумм на постройку казарм. Канцелярия состояла в ведении управляющего, который так же управлял делами Общего присутствия. В 1889 году на Комиссию было возложено сооружение стратегических шоссейных дорог в западном пограничном пространстве (в Варшавском, Виленском и Киевском военных округах). Военный министр А. Ф. Редигер так оценивал её деятельность:

Ванновский, видя, что работы, производимые военными инженерами «обходятся дорого», образовал в виде опыта небольшую комиссию при Военном совете для постройки казарм. Деятельность её вначале была ограничена, состав небольшой и делопроизводителем её был назначен капитан артиллерии Гаусман … Наилучшей гарантией доброкачественности работ Комиссии являлось то, что она готовые свои работы принимала в дальнейшее ведение. Очевидно, что работа Комиссии с самого начала была поставлена правильно и так же велась и дальше при всё расширявшемся круге её ведения, невзирая на довольно частую смену её председателей, избиравшихся из членов Военного совета, людей уже пожилых, и на перемены в составе её членов. Я не знаю, кто в самом начале наладил работу Комиссии, но знаю, что впоследствии Гаусман являлся душой Комиссии

Ввиду доказанной многолетним опытом эффективности работы Комиссии по устройству казарм, 1 января 1911 года она была преобразована в самостоятельный Главный комитет по устройству казарм, в ведение которого была передана постройка всех не оборонительных сооружений. С 1912 года в Главное управление по квартирному довольствию войск, начальник этого управление одновременно являлся председателем Комиссии по устройству казарм.
Председатели: генерал от инфантерии В. Н. Своев (8.12.1882—7.02.1886 гг.); генерал от инфантерии Р. Г. Бистром (15.02.1886—20.12.1886); генерал от инфантерии А. П. Никитин (21.12.1886—23.11.1891 гг.); генерал от инфантерии Г. А. Колпаковский (9.12.1891—23.04.1896 гг.); генерал от инфантерии Я. К. Алхазов (11.09.1896—3.11.1896 гг.); генерал от инфантерии Э. С. Цытович (27.12.1896—27.01.1898 гг.); генерал от инфантерии Н. Я. Зверев (11.03.1898—22.05.1907 гг.); генерал от кавалерии А. А. Бильдерлинг (5.07.1907—1.02.1911 гг.); генерал от артиллерии И. К. Гаусман (2.02.1911—25.08.1912 и 25.08.1912—1917 гг.).
Эмеритальная касса (1858—1917). Один из членов Военного совета, по особому предписанию, назначался для заведования эмеритальной кассой военно-сухопутного ведомства. 1 января 1899 года порядок был изменён и учреждена особая должность заведующего эмеритальной кассой военно-сухопутного ведомства с правом голоса в Военном совете по делам, касающимся кассы;
Заведующие: генерал-лейтенант Н. И. Вольф (1858—1866 гг.); генерал от артиллерии Г. К. Яковлев (1866—1872 гг.); генерал от артиллерии О. П. Резвой (1872—1899 гг.); генерал-лейтенант П. А. Солтанов (1899—1904 гг.); генерал-лейтенант Н. Я. Цингер (1904—1905 гг.); действительный тайный советник Н. К. Арнольди (1905—1917 гг.).

## Военный совет к началу XX века
К началу XX века Военный совет оказался в некотором кризисе. Должности членов Военного совета фактически являлись пожизненными: начиная с царствования Александра II, от службы были уволены только два члена совета: в 1882 году генерал Н. А. Крыжановский, признанный виновным за свои действия на посту Оренбургского генерал-губернатора, и в 1886 году генерал М. Г. Черняев, из-за разногласий с военным министром (однако в 1890 году он был повторно назначен членом Военного совета). Единственный раз имело место назначение члена совета на иную должность без сохранения места в Военном совете (в 1856 году генерал К. Л. Монтрезор был переведён на должность члена Генерал-аудиториата), и в 1860 году по прошению от должности члена Военного совета (с оставлением сенатором) был уволен генерал В. А. Глинка.
Ввиду этого, уже в период пребывания на посту военного министра Д. А. Милютина (1861—1881 годы) среди членов Военного совета было значительное число лиц старше 70 и даже 80 лет, по возрасту практически не принимавших участия в его работе. Так, говоря о смерти на протяжении 1872 года шести членов Военного совета, Д. А. Милютин, отмечал, что «из выбывших членов генералы Данненберг и барон Врангель принимали весьма мало участия в делах Военного совета», причём последний «в заседаниях Военного совета … всегда сидел молча». О действительном тайном советнике М. М. Брискорне, умершем на 85-м году жизни, Д. А. Милютин писал:

Членом Военного совета он назначен был в 1857 году и до конца жизни принимал участие в делах Совета. Однако ж в последние годы он заметно одряхлел и опустился, в заседаниях уже говорил редко и с трудом, задыхаясь и даже иногда путаясь в словах. В заседании 12 февраля он заинтересовался каким-то делом по артиллерийской части и говорил довольно продолжительно, с некоторым оживлением; с последним словом своей речи он опустился в кресло, и в то же мгновение голова его поникла — он был уже мёртв!

При этом уже в то время были случаи, когда отдельные лица числились в Военном совете лишь номинально: так, генерал Н. И. Вольф с 1866 по 1881 год по болезни постоянно проживал за границей.
Та же ситуация сохранялась и к началу XX века. Так, по подсчётам А. Ф. Редигера, на начало 1898 года средний возраст членов Военного совета достигал 70 лет, а старшим по времени назначения (и председательствующим в отсутствие военного министра) был генерал О. П. Резвой:

Человек чрезвычайно почтенный, бывший когда-то работником, но которому в то время уже исполнилось восемьдесят семь лет и который был совершенно плох, так что он из доклада и прений не слышал решительно ничего, а когда нужно было голосовать, то вопрос я писал карандашом на бумаге и передавал ему через стол! Руководить прениями он, конечно, совсем не мог, и мне приходилось за него говорить обычные фразы, как то: в делах бесспорных — «Угодно принять?», или после прений — «Угодно ли признать вопрос достаточно выясненным и подвергнуть его голосованию?»

Редигер замечал по этому поводу:

И здесь также была извращена благая мысль Николая I при учреждении Военного совета: образуя его в небольшом составе (помнится, тоже пять-шесть членов), Николай I имел в виду, чтобы члены Совета сами работали и изучали дела; с расширением же коллегии и с оставлением в ней старцев до самой смерти уже не могло быть речи о подобной работе, а члены Совета стали смотреть на свои должности, как на почётные синекуры, сопряженные с правами, но не возлагающие на них какие-либо служебные обязанности. … Например, член Совета генерал Дандевиль, не говоря никому ни слова, просто перестал ездить в Совет и не бывал в нём несколько лет, хотя выезжал из дома! Очевидно также, что у членов большой коллегии не могло быть того чувства ответственности за решения Совета, как у Совета времён Николая I.

Попытка военного министра А. Н. Куропаткина усилить состав Военного совета привела только к резкому увеличению его численности: если на 1898 год Военный совет состоял из 17 членов, то через год их стало уже 23, а к концу пребывания Куропаткина министром — 36. За полгода нахождения в должности военного министра В. В. Сахарова (1905 год) число членов совета увеличилось до 46 человек, а к концу года — до 48. При этом генералы А. Б. Вревский и А. С. Беневский фактически в совете не работали, получив при назначении разрешение постоянно проживать первый — в Париже, а второй — в своём имении; ряд членов совета не мог участвовать в его работе по старости и болезни.
В связи с этим в конце 1905 года А. Ф. Редигер предпринял меры по сокращению состава Военного совета и приведению его к штатной численности. 23 члена Военного совета были намечены к увольнению от службы, а двое (комендант Петропавловской крепости А. В. Эллис и генерал-адъютант М. П. Данилов) — к отчислению от должностей членов совета. В результате пересмотра списков увольняемых по поручению Николая II состоявшим при Особе императора генерал-адъютантом О. Б. Рихтером Высочайшим приказом от 3 января 1906 года было уволено в отставку 19 человек и Эллис и Данилов отчислены из состава совета.
А. Ф. Редигер писал по этому поводу: «Объявление приказа 3 января я считаю поворотным пунктом в воззрениях на службу старших чинов армии, разрывом с прежними взглядами на армию, как на богадельню». Он же отмечал:

Барон Вревский, которого я никогда не видал, написал мне из Парижа, что увольнение своё из Военного совета считает мерой вполне правильной и справедливой, а Дандевиль написал государю прошение с просьбой предать его суду, если он совершил какое-либо преступление, но не увольнять его со службы без суда. Правда, что он был заслуженный, с двумя «Георгиями», но он сам себя обрёк на увольнение, не бывая в течение нескольких лет в Совете.

В целях дальнейшего обновления и укрепления состава Военного совета в конце 1906 года была временно введена категория неприсутствующих членов (в неприсутствующие были перечислены 10 генералов) с правом оставаться на службе до 1 января 1911 года. При этом на будущее время был установлен предельный срок пребывания в Военном совете, по истечении которого члены совета должны были быть увольняемы от службы, если не последует особого указания императора оставить кого-либо из них, как лиц выдающихся, на новый срок (примеры чему подал сам А. Ф. Редигер, оставив в числе присутствующих генералов С. О. Гончарова и П. Г. Дукмасова, состоявших в совете с 1898 и 1900 годов соответственно).
Уже после ухода А. Ф. Редигера с поста военного министра решение об увольнении неприсутствующих членов было исполнено: 1 января 1911 года 9 членов совета (из них 7 из первоначального списка, так как трое за это время умерли) были уволены, причём 7 — от службы, а (Н. Г. Столетов и Н. Н. Шипов) — от должностей членов совета (поскольку Николай II дал им новые назначения). Кроме того, два члена Военного совета (генералы В. А. Поляков и А. П. Скугаревский) были уволены в 1911 и 1912 годах с мотивировкой «по болезни».
Однако новый военный министр В. А. Сухомлинов впервые применил правило об увольнении за истечением срока пребывания в Военном совете только 1 января 1915 года (были уволены генералы Ф. Я. Ростковский и Г. Д. Рыльке); повторно оно было применено 1 января 1916 года (уволены генералы Д. Т. Свищевский и В. А. Яцкевич), а новые назначения производились с превышением установленной нормы в 18 членов, и численность Военного совета вновь начала расти.

## Упразднение Военного совета
Военный совет продолжал функционировать вплоть до окончательного упразднения органов старого Военного министерства до 21 марта 1918 года. К этому времени в его составе числилось 27 членов. Они были уволены от службы приказом народного комиссара по военным делам с 21 марта 1918 года, с пенсией; ряд бывших членов Военного совета (генералы А. Ф. Добрышин, В. Т. Чернявский, Е. А. Радкевич, Д. Д. Кузьмин-Караваев и другие) тогда же вступили в РККА.